# Levroux (fostă comună)

Levroux este o comună în departamentul Indre, Franța. În 1 ianuarie 2018 avea o populație de 2.727 de locuitori.